# Viborillas de Suárez
Viborillas de Suárez är en ort i Mexiko.   Den ligger i kommunen Pénjamo och delstaten Guanajuato, i den centrala delen av landet, 290 km väster om huvudstaden Mexico City. Viborillas de Suárez ligger 1 728 meter över havet och antalet invånare är 398.
Terrängen runt Viborillas de Suárez är varierad. Runt Viborillas de Suárez är det ganska tätbefolkat, med 111 invånare per kvadratkilometer. Närmaste större samhälle är Pénjamo, 6,0 km norr om Viborillas de Suárez. Trakten runt Viborillas de Suárez består till största delen av jordbruksmark.